# Буссо (город)
Буссо (итал. Campobasso) —  коммуна в Италии, располагается в регионе Молизе, в провинции Кампобассо.
Население составляет 51244 человека (2008 г.), плотность населения составляет 930 чел./км². Занимает площадь 55 км². Почтовый индекс — 86100. Телефонный код — 0874.
Покровителями коммуны почитаются святой Георгий и святой Лаврентий, празднование 25 августа.

## Демография
Динамика населения:

## Администрация коммуны
- Официальный сайт: http://www.comune.campobasso.it/ Архивная копия от 22 июня 2012 на Wayback Machine